# The Birthday Massacre
The Birthday Massacre — канадський рок-гурт, заснований в 1999 році, називалася у той час Imagica, за однойменним фентезійним романом Клайва Баркера — Імаджіка (Imagica).

## Біографія
Гурт The Birthday Massacre був сформований в 1999 році. Rainbow і Chibi зустрілися, коли вчилися в лондонському коледжі Образотворчого Мистецтва. Aslan також вчився в коледжі і був сусідом по кімнаті з Rainbow. Пізніше трійця стала складати і записувати пісні. Michael Falcore тоді вивчав відеовиробництво в Торонто і зняв кліп. M. Falcore і Rainbow знали один одного з дитинства, і кліп, який зняв M.Falcore привезли в Лондон, де були записані такі пісні, як «Over» і «Remember Me». Гурт назвали Imagica. В середині до групи приєднався клавішник Dank. Після року практики і написання пісень, Imagica грає перший концерт, який відбувся 28 жовтня 2000 року, в лондонському нічному клубі «Diversity». На шоу вони показали сім нових пісень із записуваного диска.
O.E. також відвідував той самий коледж, бачив їх виступ і в наступному місяці приєднався до гурту, сівши за ударну установку. Гурт набрав невелику купку фанатів. Вони створили вебсайт і отримали увагу місцевої преси. Вони продовжували грати живі концерти до кінця 2000 року, а навесні 2001-го все змінилося. Розуміючи потенційне зростання гурту, влітку 2001 було вирішено, що гурт переїде в найбільше місто Канади — Торонто. Тоді ж клавішник Dank вирішив покинути гурт.
У вересні 2001-го гурт переїхав до Торонто, щоб зробити новий демо-запис. П'ять нових записів було випущено 20 грудня 2001 року, Imagica дали своє перше інтерв'ю в Торонто. До того часу гурт будував масивну міжнародну рекламу через інтернет. Вони продовжували грати більше живих концертів на початку 2002-го і незабаром почали роботу над написанням пісень і випуском нового CD.
Навесні 2002 року, якраз перед випуском їх компакт-диску, прийшла досить неприємна для гурту новина. Виявляється назва Imagica вже використовувалася гуртом з подібним правописом. Щоб уникнути непотрібних юридичних конфліктів було ухвалено рішення змінити назву гурту. Після декількох тижнів, гурт вибрав назву «The Birthday Massacre». Їх пісня, яка називалася так само, була перейменована у «Happy Birthday».
В липні 2002 «The Birthday Massacre» незалежно випустили свій новий CD, названий «Nothing and Nowhere». Диск містив дев'ять пісень і був виданий обмеженим накладом. До кінця літа 2002, на сайті «The Birthday Massacre» зареєстрований рекорд: 1000 відвідувачів, їх пісні по 100 разів на день програвали на MP3.com і створювалося багато фан-сайтів.
У 2003-му році, The Birthday Massacre запросили клавішника Adm'а в гурт. Також в 2003, барабанщик, О.E, залишив The Birthday Massacre, щоб зосередитися на своєму гурті «Tepid Lust». Потребуючи нового барабанщика, Rainbow запросив свого друга, якого звали Rhim. Щоб допомогти другу, Rhim пішов з гурту «Aphasia».

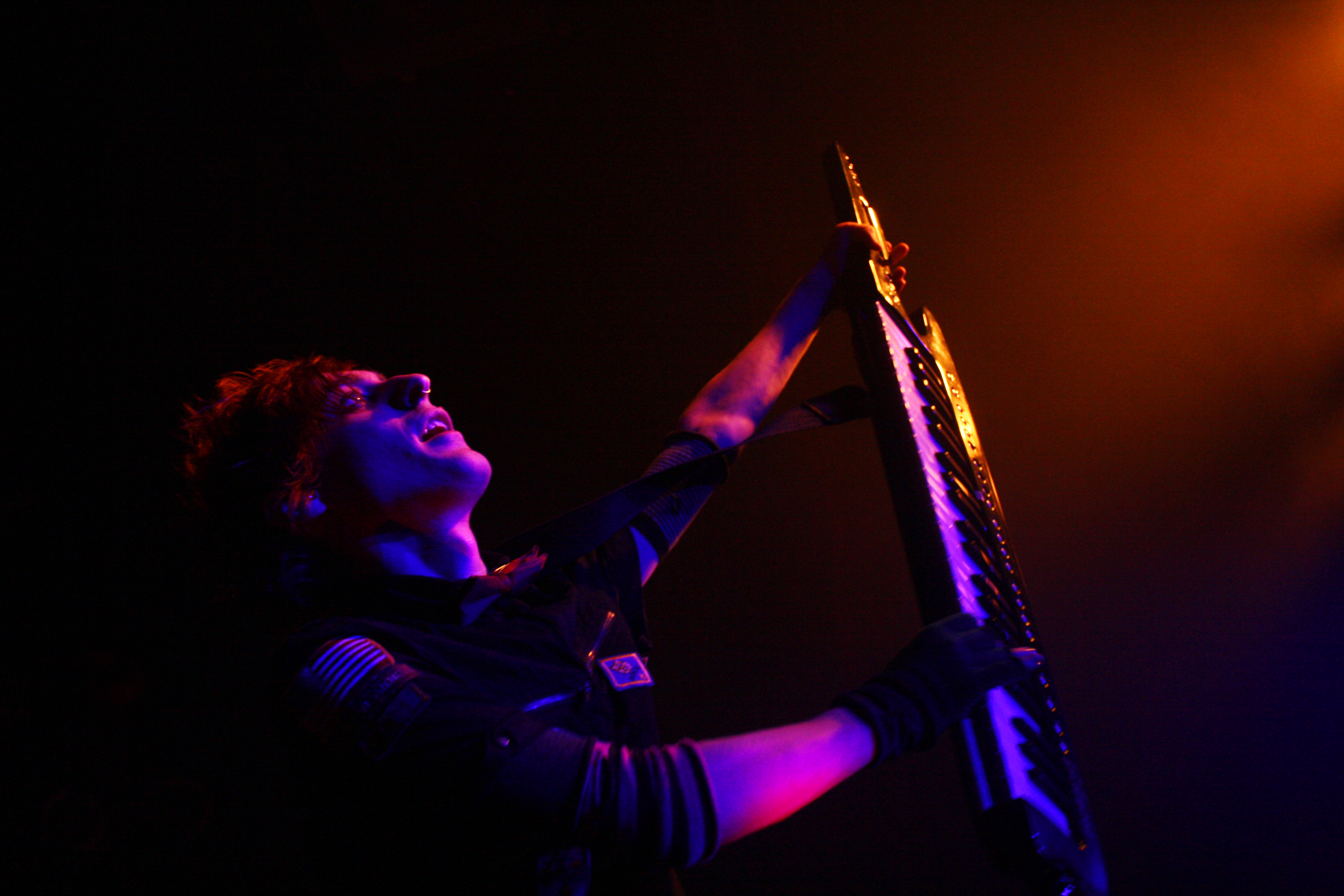
Owen (клавішник) виступає у Mod Club в Торонто, Онтаріо, Канада, у травні 17, 2009.

Влітку 2004, The Birthday Massacre випускають їх очікуваний другий CD «Violet». Диск був найбільшою працею The Birthday Massacre до теперішнього часу. Новий сайт був випущений незабаром після того, як йому вигадали назву «The Violet Prison».
Восени 2004, клавішник The Birthday Massacre, Adm покинув гурт, щоб почати власну музичну кар'єру. Прикладом для нього був Brett з «Aphasia» (тепер відомий як Lye). Але Adm їздив з гуртом до кінця турне.
В той же час, «Міжнародний табір TBM» почав втрачати фанатів, а самі TBM, підписували контракт на німецькому лейблі «RepoRecords».
Декілька місяців опісля до Європи прибув випуск «Violet» з деякими піснями з «Nothing and Nowhere». Перевиданий на новому лейблі альбом «Nothing and Nowhere» розійшовся дуже невеликим тиражем в Сполучених Штатах і Канаді восени 2004.
Наступного року, TBM зробили відео, зняте Daniel Ouellette для пісні «Blue», яка була випущена в світ у червні. Тоді як багато хто бачив «Blue» як перший кліп гурту, The Birthday Massacre знімали багато живих виступів. TBM довгий час спілкувалися із Стівом Джонсом — кіновиробником в Торонто. Він записав їх кліп «Video Kid», і був також таємним режисером кліпу «Nevermind». У серпні 2005, фани TBM могли подивитися ці кліпи вдома на найпершому DVD з кліпами «Blue».
The Birthday Massacre представили світу нового клавішника з їх рідного міста Онтаріо на ім'я OvEn. Він також відвідував Коледж Fanshawe (де гурт був спочатку задуманий). 17 червня 2005 вони підписали контракт з компанією «Metropolis». «Violet»
повторно записали і випустили по всьому світу.
У червні 2007 року було оголошено, що Aslan Osiris, автор ембієнтних треків і творець рекламного сайту «Nothing and Nowhere», покинув гурт, щоб зосередитися на своєму новому проекті. Він був замінений колишнім барабанщиком — O.E.
21 вересня 2007 в Європі, і 22 жовтня у Великій Британії вийшов третій альбом гурту під назвою «Walking With Strangers». Нова пластинка, що швидко завоювала пошану серед слухачів цього стилю, містила в собі крім нових пісень, дві перезаписані старі пісні — «To Die For» і «Remember Me». У цьому ж році The Birthday Massacre починають тур Америкою та Європою.
У травні 2008 року гурт випустив EP «Looking Glass», в який увійшли як вже відомі треки (зокрема їх мікси), так і декілька нових композицій. У червні разом з гуртами Mindless Self Indulgence і JULIEN-K гурт почав свій новий тур, в ході якого було оголошено, що The Birthday Massacre ведуть роботу над своїм новим альбомом.
14 вересня 2010 року виходить четвертий студійний альбом гурту під назвою «Pins And Needles» . Після чого гурт відправляється в турне в підтримку нового альбому містами Великої Британії та Канади.
Синглом стала пісня «In The Dark», на яку був знятий кліп. Вперше кліп був показаний 28 серпня на фестивалі «Festival of Fear». Трохи згодом кліп виклали для широкої публіки на YouTube.
3 жовтня починається «Pins and Needles tour» містами США. The Birthday Massacre виступають у ролі хедлайнерів, разом з ними також виступають гурти: Aural Vampire , Dommin и Black Veil Brides. Турне триває протягом двох місяців, після чого гурт йде на короткий відпочинок, який триватиме до анонсу нового турне в 2011 році.

## Склад

### Теперішній склад
- Chibi — Вокал
- Rainbow — Гітара і програмінг
- Michael Falcore — Гітара
- Rhim — Барабани (2003-теперішній час)
- Owen — Клавішні (2004-теперішній час)
- Nate Manor — Бас на концертах (літо 2010- теперішній час)

### Колишні учасники
- Dank — Клавішні (2000—2001)
- Aslan — Бас (2000—2007)
- Adm — Клавішні (2002—2004)

## Дискографія

### Альбоми
- Nothing and Nowhere (2002)
- Violet (2004)
- Walking with Strangers (2007)
- Looking Glass EP (2008)
- Pins And Needles (2010)
- Imaginary Monsters EP (2011)
- Superstition (2014)
- Under Your Spell (2017)

### Демо
- Demo 1 (2000)
- Demo 2 (2001)

### DVD
- Blue (2005)